# Macromitrium seemannii
Macromitrium seemannii är en bladmossart som beskrevs av Mitten 1859. Macromitrium seemannii ingår i släktet Macromitrium och familjen Orthotrichaceae. Inga underarter finns listade i Catalogue of Life.